# Östra Ryd, Söderköpings kommun
Östra Ryd är en tätort i Söderköpings kommun och kyrkby i Östra Ryds socken.
I Östra Ryd finns F–6 skola med fritidshem och bibliotek samt ett äldreboende och livsmedelsbutik.   

## Befolkningsutveckling
| Befolkningsutvecklingen i Östra Ryd 1960–2020 | Befolkningsutvecklingen i Östra Ryd 1960–2020 | Befolkningsutvecklingen i Östra Ryd 1960–2020 | Befolkningsutvecklingen i Östra Ryd 1960–2020 | Befolkningsutvecklingen i Östra Ryd 1960–2020 |
| --------------------------------------------- | --------------------------------------------- | --------------------------------------------- | --------------------------------------------- | --------------------------------------------- |
|                                               |                                               |                                               |                                               |                                               |
| År                                            |                                               |                                               | Folkmängd                                     | Areal (ha)                                    |
| 1960                                          | 1960                                          |                                               | 261                                           |                                               |
| 1965                                          | 1965                                          |                                               | 253                                           |                                               |
| 1970                                          | 1970                                          |                                               | 255                                           |                                               |
| 1975                                          | 1975                                          |                                               | 315                                           |                                               |
| 1980                                          | 1980                                          |                                               | 323                                           |                                               |
| 1990                                          | 1990                                          |                                               | 487                                           | 76                                            |
| 1995                                          | 1995                                          |                                               | 494                                           | 77                                            |
| 2000                                          | 2000                                          |                                               | 455                                           | 77                                            |
| 2005                                          | 2005                                          |                                               | 455                                           | 77                                            |
| 2010                                          | 2010                                          |                                               | 457                                           | 76                                            |
| 2015                                          | 2015                                          |                                               | 477                                           | 95                                            |
| 2020                                          | 2020                                          |                                               | 465                                           | 97                                            |
|                                               |                                               |                                               |                                               |                                               |